# Mohamed El Amine Tiouli
Mohamed El Amine Tiouli (en arabe : محمد الامين طيولي) est un footballeur algérien né le 8 juillet 1987 à Maghnia dans la wilaya de Tlemcen. Il évoluait au poste de milieu droit.

## Biographie
Tiouli évolue en première division algérienne avec les clubs du WA Tlemcen, de l'ES Sétif et de la JS Saoura. Il dispute un total de 94 matchs en première division, inscrivant sept buts.
Tiouli joue son premier match en première division algérienne le 30 août 2007, lors de la réception de l'ES Sétif (défaite 0-1). Il inscrit son premier but dans ce championnat le 20 septembre 2007, lors d'un déplacement à Khroub, permettant à son équipe de s'imposer 1-3 à l'extérieur.
Le 11 juillet 2011, Tiouli signe un contrat de deux ans avec l'ES Sétif. Le 20 septembre 2011, il fait ses débuts sous ses nouvelles couleurs, en tant que titulaire lors d'un match de la Ligue Professionnelle 1 algérienne contre le MC Alger (défaite 1-0).
Il participe à la Ligue des champions de la CAF en 2013 avec Sétif. Il joue trois matchs dans cette compétition. Il dispute également la Coupe de la confédération avec cette équipe.

## Palmarès
| WA Tlemcen - Coupe d'Algérie : - Finaliste : 2007-08. |  | ES Sétif - Championnat d'Algérie (2) : - Champion : 2011-12 et 2012-13. - Coupe d'Algérie (1) : - Vainqueur : 2011-12. |  | JS Saoura - Championnat d'Algérie : - Vice-champion : 2015-16. |